# Steirastoma melanogenys
Steirastoma melanogenys là một loài bọ cánh cứng trong họ Cerambycidae.